# Saison 2 de Borgen, une femme au pouvoir
Chronologie
Saison 1 Saison 3
Cet article présente le guide des épisodes de la deuxième saison de la série télévisée Borgen, une femme au pouvoir.

## Fiche technique
- Créateur : Adam Price
- Producteur : Camilla Hammerich
- Scénaristes : Jeppe Gjervig Gram, Tobias Lindholm
- Réalisateurs : Louise Friedberg, Jesper W. Nielsen, Jannik Johansen, Mikkel Nøgaard
- Musique : Halfdan E.
- Adaptation de la version française : Edgar Givry

## Distribution
| Comédiens                | Voix françaises     | Rôles                       | Fonctions                                                                                        |
| ------------------------ | ------------------- | --------------------------- | ------------------------------------------------------------------------------------------------ |
| Sidse Babett Knudsen     | Marjorie Frantz     | Birgitte Nyborg Christensen | Premier ministre Dirigeante du Parti centriste                                                   |
| Johan Philip Pilou Asbæk | Boris Rehlinger     | Kasper Juul                 | Spin doctor du Premier ministre Ancien journaliste                                               |
| Birgitte Hjort Sørensen  | Dorothée Pousséo    | Katrine Fønsmark            | Ex-journaliste à l'Ekspres, de nouveau journaliste à TV1                                         |
| Benedikte Hansen         | Élisabeth Wiener    | Hanne Holm                  | Ex-journaliste à TV1, puis rédactrice à l'Ekspres, de retour à TV1 comme observatrice politique  |
| Thomas Levin (da)        | Tanguy Goasdoué     | Ulrik Mørch                 | Journaliste reporter de TV1                                                                      |
| Søren Malling            | François Dunoyer    | Torben Friis                | Rédacteur en chef de TV1                                                                         |
| Lars Knutzon             | Denis Boileau       | Bent Sejrø                  | Ex-ministre des Finances Ex-dirigeant adjoint du Parti centriste                                 |
| Dar Salim                | Luc Boulad          | Amir Diwan                  | Ministre du Climat et de l'Énergie                                                               |
| Flemming Sørensen        | Yves Barsacq        | Bjørn Marrot                | Ancien ministre des Affaires étrangères Ex-dirigeant du Parti travailliste                       |
| Søren Spanning           | Féodor Atkine       | Lars Hesselboe              | Dirigeant des Libéraux Ancien Premier ministre                                                   |
| Peter Mygind             | Nicolas Marié       | Michael Laugesen            | Directeur et Rédacteur en chef du tabloïd Ekspress Ancien dirigeant du Parti travailliste        |
| Michael Birrkjaer        | Jean-Pierre Michael | Phillip Christensen         | Ex-époux de Birgitte Nyborg                                                                      |
| Hanne Hedelund           | nc                  | Jytte                       | Secrétaire et assistante du Premier ministre                                                     |
| Iben Dorner              | Barbara Beretta     | Sanne                       | Secrétaire et assistante du Premier ministre (retour)                                            |
| Lars Brygmann            | Guy Chapellier      | Troels Höxenhaven           | Ancien ministre de la Justice Ancien dirigeant adjoint du Parti travailliste ; mort par suicide. |

## Synopsis
Voilà deux ans que Birgitte Nyborg est Première ministre – deux ans qui n’ont pas épargné sa vie privée. Elle doit maintenant concilier son rôle de chef du gouvernement avec celui de mère de famille divorcée. Dans l’arène politique, elle a gagné le respect de ses alliés comme de ses ennemis, mais entre les différents partis, les tensions montent. La participation du Danemark à des conflits internationaux et des débats clés sur le plan national divisent les parlementaires et obligent Birgitte à des compromis de plus en plus fragiles. À ses côtés, Kasper Jull continue à jouer le « spin doctor », lui-même tiraillé entre ses démons intérieurs et ses relations amoureuses. Sous pression, elle commence à douter de sa capacité à maintenir une ligne et à rester intègre...

## Épisodes

### Épisode 1:89 000 enfants
- Danemark : 25 septembre 2011 sur DR1
- France : 22 novembre 2012 sur Arte

- Danemark : 1,42 million de téléspectateurs
- France : 844 000 téléspectateurs[1]

### Épisode 2:A Bruxelles, personne ne t'entend crier
- Danemark : 2 octobre 2011 sur DR1
- France : 22 novembre 2012 sur Arte

- Danemark : 1,45 million de téléspectateurs
- France : 759 000 téléspectateurs[1]

Birgitte Nyborg est sur le point de nommer un nouveau commissaire européen. Sejrø, son ancien mentor, semble le candidat naturel, mais il décline son offre lorsqu’il pressent que la Première ministre cherche à l’écarter. Celle-ci est embarrassée et les manœuvres politiques causent de sérieuses turbulences. Kasper se prépare à emménager dans l’appartement en front de mer et ultra design de sa petite amie Lotte. Mais il reste hanté par le souvenir de Katrine, bien que leurs relations se soient distancées depuis quelque temps. 

### Épisode 3:Le dernier prolétaire
- Danemark : 9 octobre 2011 sur DR1
- France : 22 novembre 2012 sur Arte

- Danemark : 1,42 million de téléspectateurs
- France : 599 000 téléspectateurs[1]

### Épisode 4:En ordre de bataille
- Danemark : 16 octobre 2011 sur DR1
- France : 29 novembre 2012 sur Arte

- Danemark : 1,38 million de téléspectateurs
- France : 829 000 téléspectateurs[2]

### Épisode 5:Plante un arbre
- Danemark : 23 octobre 2011 sur DR1
- France : 29 novembre 2012 sur Arte

- Danemark : 1,55 million de téléspectateurs
- France : 825 000 téléspectateurs

### Épisode 6:Eux et nous
- Danemark : 30 octobre 2011 sur DR1
- France : 29 novembre 2012 sur Arte

- Danemark : 1,56 million de téléspectateurs
- France : 600 000 téléspectateurs

### Épisode 7:Ce que l'on perd à l'intérieur, il faut le gagner à l'extérieur (1/2)
- Danemark : 6 novembre 2011 sur DR1
- France : 6 décembre 2012 sur Arte

- Danemark : 1,67 million de téléspectateurs
- France : 712 000 téléspectateurs

### Épisode 8:Ce que l'on perd à l'intérieur, il faut le gagner à l'extérieur (2/2)
- Danemark : 13 novembre 2011 sur DR1
- France : 6 décembre 2012 sur Arte

- Danemark : 1,57 million de téléspectateurs
- France : 770 000 téléspectateurs

### Épisode 9:Le respect de la vie privée
- Danemark : 20 novembre 2011 sur DR1
- France : 13 décembre 2012 sur Arte

- Danemark : 1,53 million de téléspectateurs
- France : 776 000 téléspectateurs

### Épisode 10:Une communication de nature particulière
- Danemark : 27 novembre 2011 sur DR1
- France : 13 décembre 2012 sur Arte

- Danemark : 1,61 million de téléspectateurs